# Championnat d'Iran de football 1974-1975
Navigation
Saison précédente Saison suivante

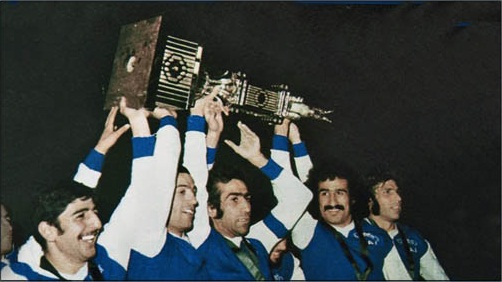
Taj Téhéran

La saison 1974-1975 du Championnat d'Iran de football est la quatrième édition du championnat national de première division iranienne. Douze clubs iraniens prennent part au championnat organisé par la fédération. Les équipes sont regroupées au sein d'une poule unique où elles rencontrent leurs adversaires deux fois, à domicile et à l'extérieur. En fin de saison, pour permettre le passage du championnat de 12 à 16 clubs, le dernier du classement est relégué et remplacé par les cinq meilleures équipes de deuxième division.
C'est le club du Taj Téhéran qui remporte la compétition, après avoir terminé en tête du classement final, avec deux points d'avance sur un duo composé du double tenant du titre, le Persepolis FC et du Homa FC. C'est le 2e titre de champion d'Iran de l'histoire du club.

## Les clubs participants
| - Taj Téhéran - Persepolis FC - Oghab Téhéran - PAS Téhéran Football Club - Malavan F.C. - Sanat Naft | - Rah Ahan Téhéran - Bank Melli Iran - Ab O'Barghe Ahvaz - Promu de D2 - Zob Ahan FC - Homa FC - Promu de D2 - Sepahan Ispahan - Promu de D2 |

## Compétition

### Classement
Le classement est établi sur le barème de points classique (victoire à 2 points, match nul à 1, défaite à 0).
| Rang | Équipe            | Pts | J  | G  | N  | P  | Bp | Bc | Diff |
| ---- | ----------------- | --- | -- | -- | -- | -- | -- | -- | ---- |
| 1    | Taj Téhéran       | 33  | 22 | 15 | 3  | 4  | 30 | 14 | +16  |
| 2    | Persepolis FC T   | 31  | 22 | 12 | 7  | 3  | 32 | 13 | +19  |
| 3    | Homa FC P         | 31  | 22 | 13 | 5  | 4  | 29 | 16 | +13  |
| 4    | PAS Téhéran       | 30  | 22 | 12 | 6  | 4  | 28 | 14 | +14  |
| 5    | Sanat Naft        | 24  | 22 | 7  | 8  | 6  | 23 | 24 | -1   |
| 6    | Malavan F.C.      | 23  | 22 | 8  | 7  | 7  | 31 | 24 | +7   |
| 7    | Bank Melli Iran   | 21  | 22 | 5  | 11 | 6  | 20 | 16 | +4   |
| 8    | Oghab Téhéran     | 17  | 22 | 5  | 7  | 10 | 18 | 25 | -7   |
| 9    | Rah Ahan Téhéran  | 15  | 22 | 5  | 5  | 12 | 15 | 29 | -14  |
| 10   | Sepahan Ispahan P | 14  | 22 | 4  | 6  | 12 | 10 | 27 | -17  |
| 11   | Zob Ahan FC       | 13  | 22 | 4  | 5  | 13 | 14 | 35 | -21  |
| 12   | Ab O'Barghe Ahvaz | 12  | 22 | 5  | 2  | 16 | 17 | 30 | -13  |

## Bilan de la saison
| Championnat d'Iran de football 1974-1975 |                                                                                      |
| Champion                                 | Taj Téhéran (2e titre)                                                               |
| Coupes et trophées                       |                                                                                      |
| Vainqueur de la Coupe d'Iran 1974-1975   | Non disputée                                                                         |
| Promotions et relégations                |                                                                                      |
| Promus en Iranian Premier League         | Teraktor Sazi Bargh Chiraz Niru Ahvaz FC Ararat Téhéran Daraei FC Aboomoslem Mechhad |
| Relégués en Iranian Second League        | Ab O'Barghe Ahvaz                                                                    |